# Wullowitz
Wullowitz ist eine Ortschaft in der Marktgemeinde Leopoldschlag in Oberösterreich mit 55 Einwohnern (Stand: 1. Jänner 2024).

## Lage
Wullowitz befindet sich nördlich von Leopoldschlag, unmittelbar an der Grenze nach Tschechien.

## Geschichte
Die frühesten Schriftzeugnisse sind 1356 „Wolabitz“ und 1499 „Wuelewitz“. Es liegt als Ausgangsform ein tschechisches *Volovice zugrunde, was auf den slawischen Personennamen Vol zurückgeht und etwa Siedlung des Vol bedeutet (wie bei Volovice in Südböhmen oder Volovské vrchy in der Slowakei).

## Bedeutung
Durch die grenznahe Lage an der Mühlviertler Straße verfügt der Ort über einen Grenzübergang nach Tschechien. Historische Ereignisse am Grenzübergang wurden im Jahr 2014 anlässlich der Ausstellung „25 Jahre Fall des Eisernen Vorhangs – Grenzübergang Wullowitz“ im Gemeindeamt Leopoldschlag gezeigt.